# Стів Блум
Сті́в Блу́м (англ. Steve Bloom; нар. 1953, Йоганнесбург, ПАР) — письменник, художник, який спеціалізується на зйомці реалій природи.

## Біографія
Народився в Південній Африці в 1953 році. Вперше використав фотокамеру, щоб зобразити дику природу Південної Африки в роки апартеїду. У 1970 році він вперше використав морфінг (англ. morphing, трансформація — технологія в компютерній анімації, візуальний ефект, який створює враження плавної трансформації одного об'єкта в інший). Фото в період апартеїду Південної Африки зображали суворі реалії тодішнього життя. За ці фотороботи він був висланий з південної Африки на тринадцять років. Переїхав до Англії в 1977 році, де став співзасновником однієї із провідних компаній, що спеціалізуються на комбінованій зйомці. Використовуючи передові цифрові технології, він швидко створив собі клієнтурну базу по всьому світу і брав участь у багатьох відомих проектах, наприклад, у створенні рекламних плакатів для Олімпійських ігор у Барселоні 1992 року.
У 1993 році Стів Блум поїхав у відпустку на історичну батьківщину і відвідав сафарі парк, зробив декілька знімків, які потім побачили в фотоагенції… власне, так почалася кар'єра знаменитого фотографа.
Знімки Стіва Блума розтиражовані по всьому світу на листівках і постерах, а книги випущені на 15 мовах. Він є переможцем міжнародних конкурсів та володарем таких нагород: «Сила фотографії» (The Power of Photography Award), «Золоте око Росії» (The Golden Eye of Russia). Багато журналів, таких як «Life», «Time», «Terre Sauvage», «National Geographic», а також маса інших фотовидань, друкують його роботи. Він організовує багато виставок, в тому числі безкоштовні відкриті виставки в центрі міст, які пропагують проблеми екології.
Нещодавно була опублікована книга Стіва Блума «Trading Places: The Merchants of Nairobi», вона покликана привернути людей до Стріт-арту (англ. Street art — вуличне мистецтво — образотворче мистецтво, характерною особливістю якого є яскраво виражений урбаністичний стиль).